# Viâpres-le-Petit
Viâpres-le-Petit é uma comuna francesa na região administrativa de Grande Leste, no departamento de Aube. Estende-se por uma área de 11,13 km². Em 2010 a comuna tinha 135 habitantes (densidade: 12,1 hab./km²).